# 斉部
斉部（）、（旧字体: 齊部）は、漢字を部首により分類したグループの一つ。
康熙字典214部首では210番目に置かれる（14画の最後2番目、亥集の24番目）。

## 概要
斉部には「斉」または「齊」を筆画の一部として持つ漢字を分類している。
単独の「齊（斉）」字は等しく整っているさまを意味する。字音はセイ・サイ (qí)。また動詞として整えること、並べること、同じくすることを意味した。また副詞として一斉に、等しくという意味を表す。また国名・王朝名・地名として使われる。春秋戦国時代、現在の山東省一帯を支配した国の名であり、現在でもこの地方を「斉」と呼ぶ。また「斉」字は多音字であり、四声の異なるセイ・サイ (jī) で登る・あえ物を、セイ・ザイ (jì) で調味・調剤を、シ (zī) で衣服の裾を、サイ (zhāi) で「斎」に通じて物忌みを意味した。
「斉」字の字源は明らかではない。『説文解字』では稲穂の形を象る象形文字とされているが、信頼できる説ではない。
「齊（斉）」はもっぱら声符として、日本語でセイ・サイ・シなどと読まれる文字に含まれる。斉部はそのような漢字のうち、「齋」「齏」のように他の偏旁を中に下に囲みこむ形の文字が分類されることが多い。他の位置（偏・脚・旁）にあるものは意符に従って他の部に収められている。

## 簡略字体
日本の新字体では「齊」字を「斉」と簡略化する。一方、中国の簡体字ではこれを「齐」とする。また「齋」は「斋」とする。

## 部首の通称
- 日本：せい
- 韓国：가지런할제부（gajireonghal je bu、揃っている齊部）
- 英米：Radical even

## 部首字
齊（斉）
- 中古音
  - 広韻 - 1.徂奚切、斉韻、平声（ひとしい・ととのう…） 2.集韻 牋西切、斉韻、平声（のぼる・あえもの） 3.在詣切、霽韻、去声（調剤） 4.集韻 津私切、脂韻、平声（裳裾） 5.集韻 荘皆切、皆韻、平声（ものいみ）
  - 詩韻 - 1.斉韻、平声 2.斉韻、平声 3.霽韻、去声 4.支韻、平声 5.佳韻、平声
  - 三十六字母 - 1.従母 2.精母 3.従母 4.精母 5.照母二等
- 現代音
  - 普通話 - ピンイン：1.qí 2.jī 3.jì 4.zī 5.zhāi 注音：1.ㄑㄧˊ 2.ㄐㄧ 3.ㄐㄧˋ 4.ㄗ 5.ㄓㄞ ウェード式：1.ch'i2 2.chi1 3.chi4 4.tzu1 5.chai1
  - 広東語 - Jyutping:1.cai4 2.zi1 3.zai6 4.zi1 5.zaai1 イェール式:1.chai4 2.ji1 3.jai6 4.ji1 5.jaai1
- 日本語 - 音：1.セイ（漢音）・サイ（呉音） 2.セイ（漢音）・サイ（呉音） 3.セイ（漢音）・ザイ（呉音） 4.シ（漢音） 5.サイ（漢音）
- 朝鮮語 - 音：재(jae) 訓：가지런할（gajireonhal、揃っている）

## 例字
- 齊（斉）
  - 齋（斎）・齏（韲）・𪗋